# Устала Приморска
Устајање Приморске или краће Устала Приморска (словен. Vstala Primorska) је словеначка партизанска и родољубна песма. Неки је сматрају и незваничном химном Примораца. Песма је постала популарна у време италијанске окупације Приморске, када је спровођена италијанизација Словенаца будући да је Рапалским споразумом Приморска додељена Италији. Песма је била популарна и у народноослободилачкиј борби.
Аутор текста је Лев Светек-Зорин, а композитор је Радо Симонити.

## Текст на словеначком
-{Nekdaj z bolestjo smo v sebe zaprli
 
svoje ponižanje, svoje gorje,
 
krik maščevanja na ustnih zatrli,
 
ga zakopali globoko v srce.

Toda glej, planil vihar je presilen,
 
kot pajčevine raztrgal okov,
 
šinil je zopet žar novega dneva,
 
tja do poslednjih primorskih domov.

Strojnice svojo so pesem zapele,
 
zrak je pretreslo grmenje topov,
 
širne poljane so v ognju vzplamtele,
 
klic je svobode vstal sredi gozdov.

Vstala Primorska si v novo življenje,
 
z dvignjeno glavo korakaj v nov čas!
 
V borbah, ponižanju, zmagah, trpljenju
 
našla si končno svoj pravi obraz!
}-